# Adam Hall (Basketballspieler)
Adam Terrill Hall (* 10. März 1980 in Stamford (Connecticut)) ist ein ehemaliger US-amerikanischer Basketballspieler.

## Werdegang
Der 1,96 Meter große Flügelspieler, der als Schüler Basketball in Katy im US-Bundesstaat Texas spielte, war bis 2002 Mitglied der Hochschulmannschaft der University of Virginia. Dort machte er sich durch Dunkings und mit seiner Verteidigungsarbeit einen Namen. 1999 nahm er mit der US-Nationalmannschaft an der Juniorenweltmeisterschaft teil.
Hall stand 2003 in der United States Basketball League bei den Brevard Blue Ducks unter Vertrag, im Oktober 2003 wurde er Mitglied der Mannschaft Roanoke Dazzle in einer weiteren US-Liga, der National Basketball Development League (NBDL), im Folgemonat kam es noch vor dem Saisonauftakt zur Trennung.
Die australische Mannschaft NW Tasmania Thunder wurde sein nächster Arbeitgeber, in der Saison 2004/05 stand Hall beim deutschen Bundesligisten BS Energy Braunschweig unter Vertrag. Auch in Braunschweig hinterließ der US-Amerikaner Eindruck durch seine Sprungkraft und seine ausdrucksstarken Dunkings. Mit 14,5 Punkten sowie 7,3 Rebounds je Begegnung war er in seinem einzigen Bundesliga-Spieljahr in beiden Wertungen bester Braunschweiger Spieler.
Hall war nach seinem Jahr in der Bundesliga während der Saison 2005/06 in Polen (Polpak Świecie), kurz in Israel (Maccabi Givat Shmuel) und in Frankreich (Bourg-en-Bresse) tätig. Seine weiteren Vereine waren Okapi Aalstar (Belgien, 2006/07), in der Saison 2007/08 Spirou BC Charleroi (Belgien) sowie Hapoel Gilboa Galil (Israel), 2008/09 spielte er für Belfius Mons-Hainaut (Belgien) und 2009/10 bei Lappeenrannan NMKY in Finnland. Hernach kehrte Hall nach Belgien zurück, stand in Diensten von Optima Gent (2010/11), Circus Brüssel (ab 2013) und später Bavi Vilvoorde. Er spielte bis 2020.